# アンドレイ・ジロット
アンドレイ・ジロット（ポルトガル語: Andrei Girotto, 1992年2月17日 - ）は、ブラジル・リオグランデ・ド・スル州ベント・ゴンサウヴェス出身のサッカー選手。ポジションはミッドフィールダー。

## 経歴
エスポルチーヴォの下部組織出身。同じリオグランデ・ド・スル州の強豪クラブ・グレミオの下部組織に移った後、エスポルチーヴォへの復帰を経てCAメトロポリターノに加入し、2011年9月、ブラジル全国選手権セリエD・ブルスケ戦でプロデビューを果たした。同年の選手権終了後、年末までエルシリオ・ルスに期限付き移籍した。
2013年、サンタカリカーナ州選手権でトップ・デ・ボーラ優秀ボランチ賞、優秀新人賞を受賞する活躍を見せ、トンベンセFCと契約。2014年末までブラジル全国選手権セリエBのアメリカ・ミネイロに期限付き移籍した。
2015年、ブラジル全国選手権セリエA・パルメイラスに期限付き移籍。同年のコパ・ド・ブラジルでは、準々決勝・インテルナシオナル戦で決勝点を挙げ、クラブ3年ぶりの優勝に貢献した。
2016年、京都サンガF.C.に期限付き移籍。
2017年よりシャペコエンセへ期限付き移籍により加入した。
2017年8月、FCナントへ移籍した。
2023年8月6日、アル・タアーウンFCに2年契約で移籍した。

## 個人成績
| 国内大会個人成績 | 国内大会個人成績 | 国内大会個人成績 | 国内大会個人成績 | 国内大会個人成績 | 国内大会個人成績 | 国内大会個人成績 | 国内大会個人成績 | 国内大会個人成績 | 国内大会個人成績 | 国内大会個人成績 | 国内大会個人成績 |
| 年度             | クラブ           | 背番号           | リーグ           | リーグ戦         | リーグ戦         | リーグ杯         | リーグ杯         | オープン杯       | オープン杯       | 期間通算         | 期間通算         |
| 年度             | クラブ           | 背番号           | リーグ           | 出場             | 得点             | 出場             | 得点             | 出場             | 得点             | 出場             | 得点             |
| ブラジル         | ブラジル         | ブラジル         | ブラジル         | リーグ戦         | リーグ戦         | ブラジル杯       | ブラジル杯       | オープン杯       | オープン杯       | 期間通算         | 期間通算         |
| ---------------- | ---------------- | ---------------- | ---------------- | ---------------- | ---------------- | ---------------- | ---------------- | ---------------- | ---------------- | ---------------- | ---------------- |
| 2011             | メトロポリターノ |                  | セリエD          | 2                | 0                | -                | -                | -                | -                | 2                | 0                |
| 2012             | メトロポリターノ | 2                | セリエD          | 0                | -                | -                | -                | -                | 2                | 0                |                  |
| 2013             | アメリカ-MG      |                  | セリエB          | 30               | 4                | 2                | 0                | -                | -                | 32               | 4                |
| 2014             | アメリカ-MG      | 34               | セリエB          | 5                | 3                | 0                | -                | -                | 37               | 5                |                  |
| 2015             | パルメイラス     | 28               | セリエA          | 12               | 1                | 6                | 1                | -                | -                | 18               | 2                |
| 日本             | 日本             | 日本             | 日本             | リーグ戦         | リーグ戦         | リーグ杯         | リーグ杯         | 天皇杯           | 天皇杯           | 期間通算         | 期間通算         |
| 2016             | 京都             | 8                | J2               | 37               | 5                | -                | -                | 1                | 0                | 38               | 5                |
| ブラジル         | ブラジル         | ブラジル         | ブラジル         | リーグ戦         | リーグ戦         | ブラジル杯       | ブラジル杯       | オープン杯       | オープン杯       | 期間通算         | 期間通算         |
| 2017             | シャペコエンセ   | 8                | セリエA          |                  |                  |                  |                  | -                | -                |                  |                  |
| フランス         | フランス         | フランス         | フランス         | リーグ戦         | リーグ戦         | F・リーグ杯      | F・リーグ杯      | フランス杯       | フランス杯       | 期間通算         | 期間通算         |
| 2017             | ナント           | 20               | アン             |                  |                  |                  |                  |                  |                  |                  |                  |
| 通算             | ブラジル         | ブラジル         | セリエA          | 12               | 1                | 6                | 1                | -                | -                | 18               | 2                |
| 通算             | ブラジル         | ブラジル         | セリエB          | 64               | 9                | 5                | 0                | -                | -                | 69               | 9                |
| 通算             | ブラジル         | ブラジル         | セリエD          | 4                | 0                | -                | -                | -                | -                | 4                | 0                |
| 通算             | 日本             | 日本             | J2               | 37               | 5                | -                | -                | 1                | 0                | 38               | 5                |
| 通算             | フランス         | フランス         | アン             |                  |                  |                  |                  |                  |                  |                  |                  |
| 総通算           | 総通算           | 総通算           | 総通算           | 117              | 15               | 11               | 1                | 1                | 0                | 129              | 16               |

その他公式戦
- 2016年
  - J1昇格プレーオフ 1試合0得点

## タイトル

### クラブ
パルメイラス
- コパ・ド・ブラジル : 2015

シャペコエンセ
- カンピオナート・カタリネンセ : 2017

ナント
- クープ・ドゥ・フランス : 2021-22

### 個人
- サンタカリカーナ州選手権 トップ・デ・ボーラ優秀ボランチ賞・優秀新人賞 () : 2013